# Bernd Bauchspieß
Bernd Bauchspieß (ur. 10 października 1939 w Zeitz, zm. 22 października 2024) – niemiecki piłkarz występujący na pozycji napastnika. Reprezentant NRD.

## Kariera klubowa
Bauchspieß treningi rozpoczął w 1950 roku w zespole BSG Chemie Zeitz. W 1957 roku został włączony do jego pierwszej drużyny, grającej w drugiej lidze NRD. W 1958 roku wraz z zespołem awansował do pierwszej ligi. Zadebiutował w niej 8 marca 1959 w przegranym 1:2 meczu z SC Lokomotive Leipzig, w którym strzelił też gola. W sezonach 1959 oraz 1960 Bauchspieß został królem strzelców pierwszej ligi NRD.
W 1961 roku przeszedł do także pierwszoligowego Dynama Berlin. W trakcie sezonu 1961/1962 wrócił jednak do Chemie Zeitz, grającego już w drugiej lidze. W 1963 roku został zawodnikiem pierwszoligowego BSG Chemie Leipzig. W sezonie 1963/1964 zdobył z nim mistrzostwo NRD, a w sezonie 1966/1967 Puchar NRD. Z kolei w sezonie 1964/1965 po raz trzeci został królem strzelców ligi. W sezonie 1970/1971 spadł z klubem do drugiej ligi, ale w następnym awansował z nim z powrotem do pierwszej. W 1973 roku zakończył karierę.

## Kariera reprezentacyjna
W reprezentacji NRD Bauchspieß wystąpił jeden raz, 6 września 1959 w przegranym 2:3 towarzyskim meczu z Finlandią. W 1964 roku był członkiem reprezentacji, która zdobyła brązowy medal na letnich igrzyskach olimpijskich.